# Rödåsel
Rödåsel är en småort i Umeå kommun som ligger strax söder om Rödåns utlopp i Vindelälven. De närmaste tätorterna är Tavelsjö (10 km), Vindeln (21 km), Vännäs (26 km) och Umeå (38 km). Invånarantalet ligger kring 140 personer. Länsväg 363 passerar utanför byn. Rödåsel ingår i Rödåbygden.

## Etymologi
Namnet Rödåsel består av två delar: det äldre förledet Rödå- kombinerat med efterledet -sel som betecknar ett lugnt strömmande vattenparti mellan två forsar. "Rödå" kan komma av den rika förekomst av rödockra som bland annat färgar det lokala vattendraget Rödåns vatten. Ett flertal byar i trakten har liknande namnformer: Rödåbäck, Rödåliden, Rödålund, Rödånäs, och Överrödå. 

## Historia
I äldre tider kallades byn för Röödåå, Nederrödå och Ytterrödå.. 
Före 1910-talet var Ytterrödå först och främst en utpräglad skogs- och jordbruksby med en handfull gårdsfastigheter. Förutom jordbruk drygade man ut sina inkomster med bland annat skogsarbete, timmer- och tjärflottning, kolning och tjärbränning.

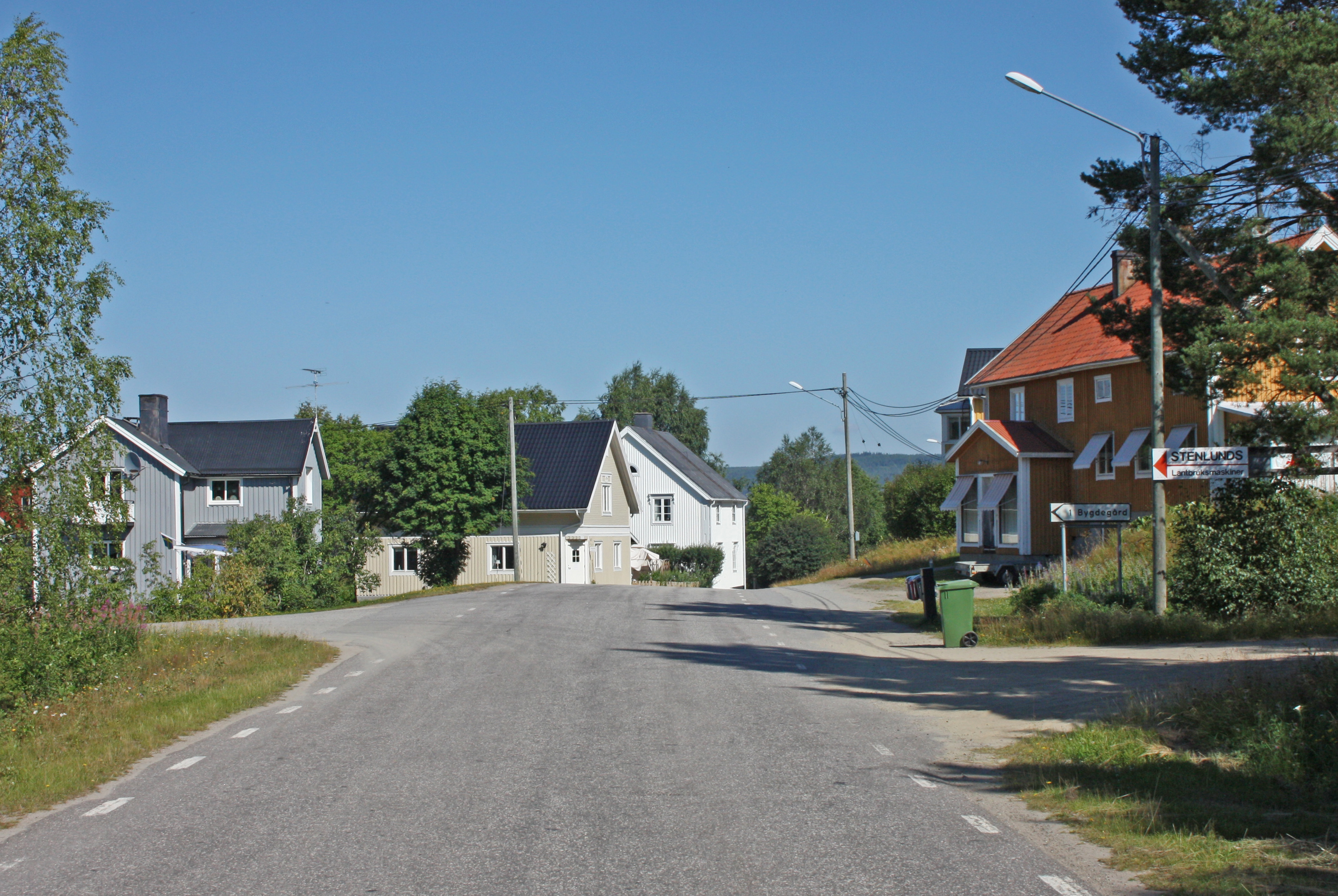
"Dalarna" i Rödåsel

I byns norra del brukade man i äldre tider anlägga tjärdalar och därför kom denna delen av byn kallas för "Dalarna". 1921 tillkom ortnamnet Rödåsel när Ytterrödå fick egen poststation i Dalarna, och tre år senare etablerade Jenny och Otto Lindberg sin affär i samma område. 1927 öppnade kooperativa föreningen livsmedelshandel i "Dalarna", mitt emot Otto Lindbergs affär. Ett bageri med kafé fanns också i byn vid samma tid och en snickeriverkstad byggdes.

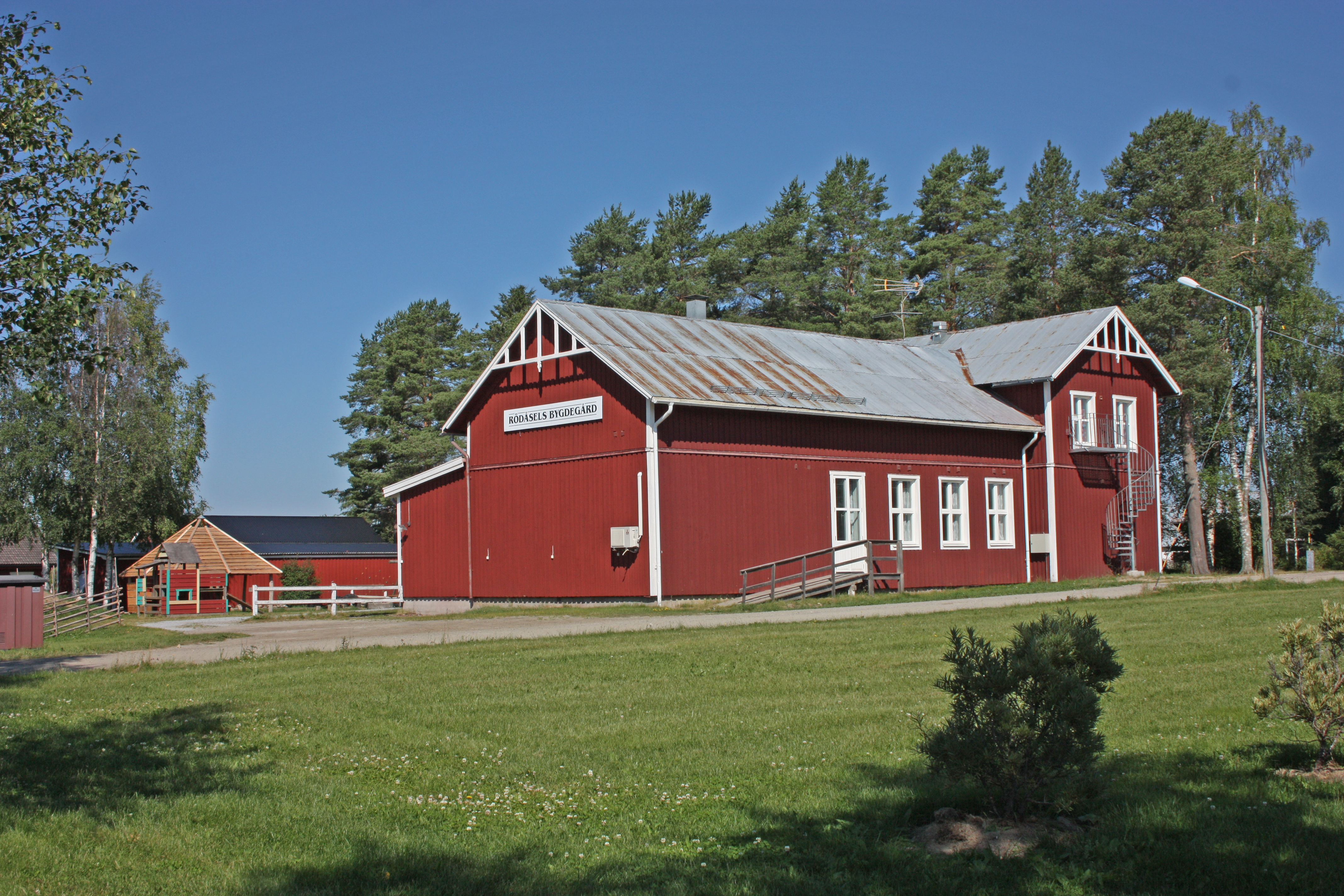
Rödåsels gamla skola och nuvarande bygdegård

I byns nordligaste del byggde byamännen 1913 ett skolhus med lärarbostad. Skolan blev för trång och omodern på 1950-talet och skolverksamheten flyttades till den nya skolan övertog nybildade Rödåsels bygdegårdsförening byggnaden och byggde om den till bygdegård. 

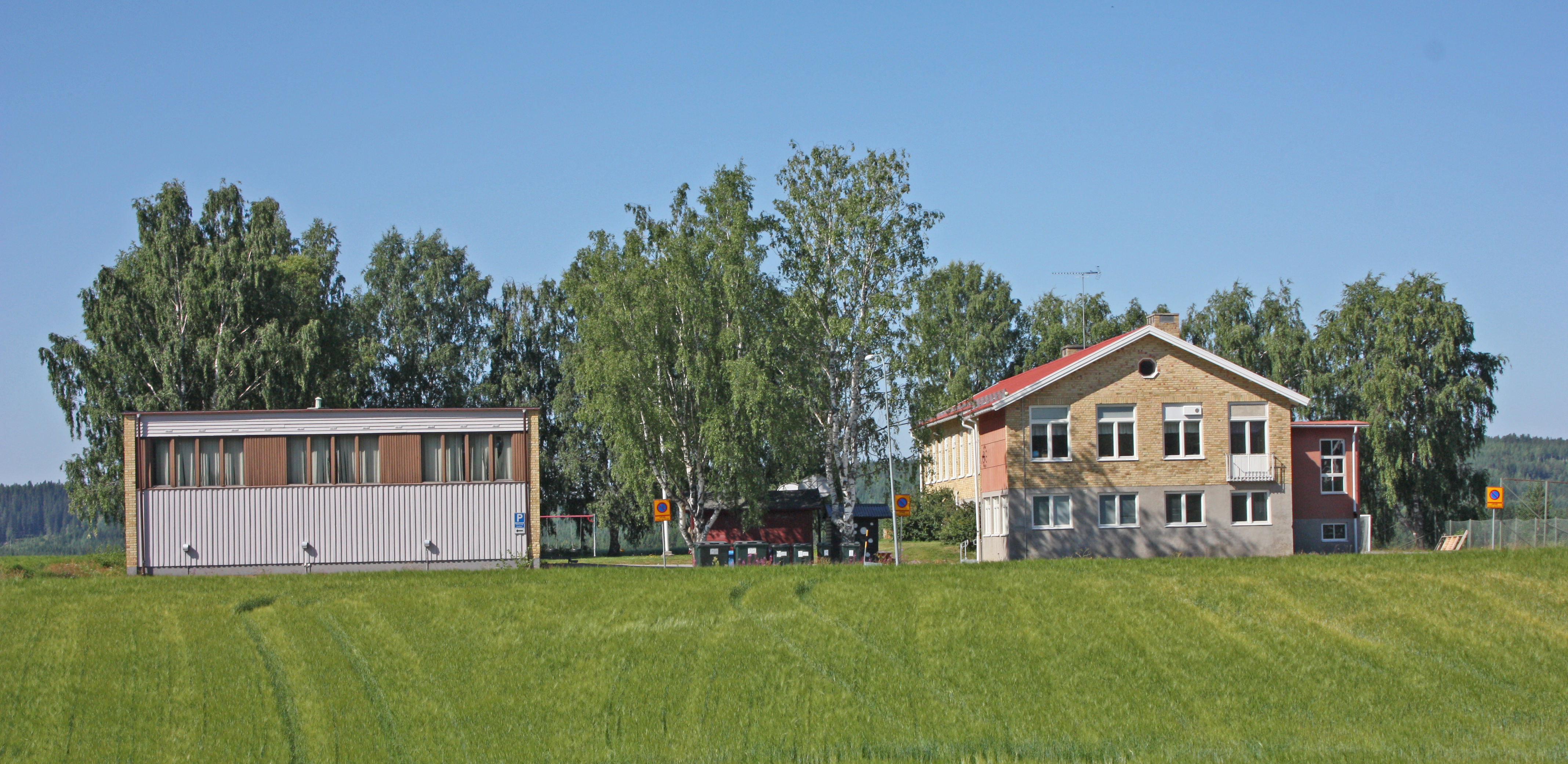
Rödåsels nuvarande skola

Det nuvarande skolhuset mitt i byn invigdes 1956 invigdes och 1971 kompletterades skolan med gymnastiklokal.

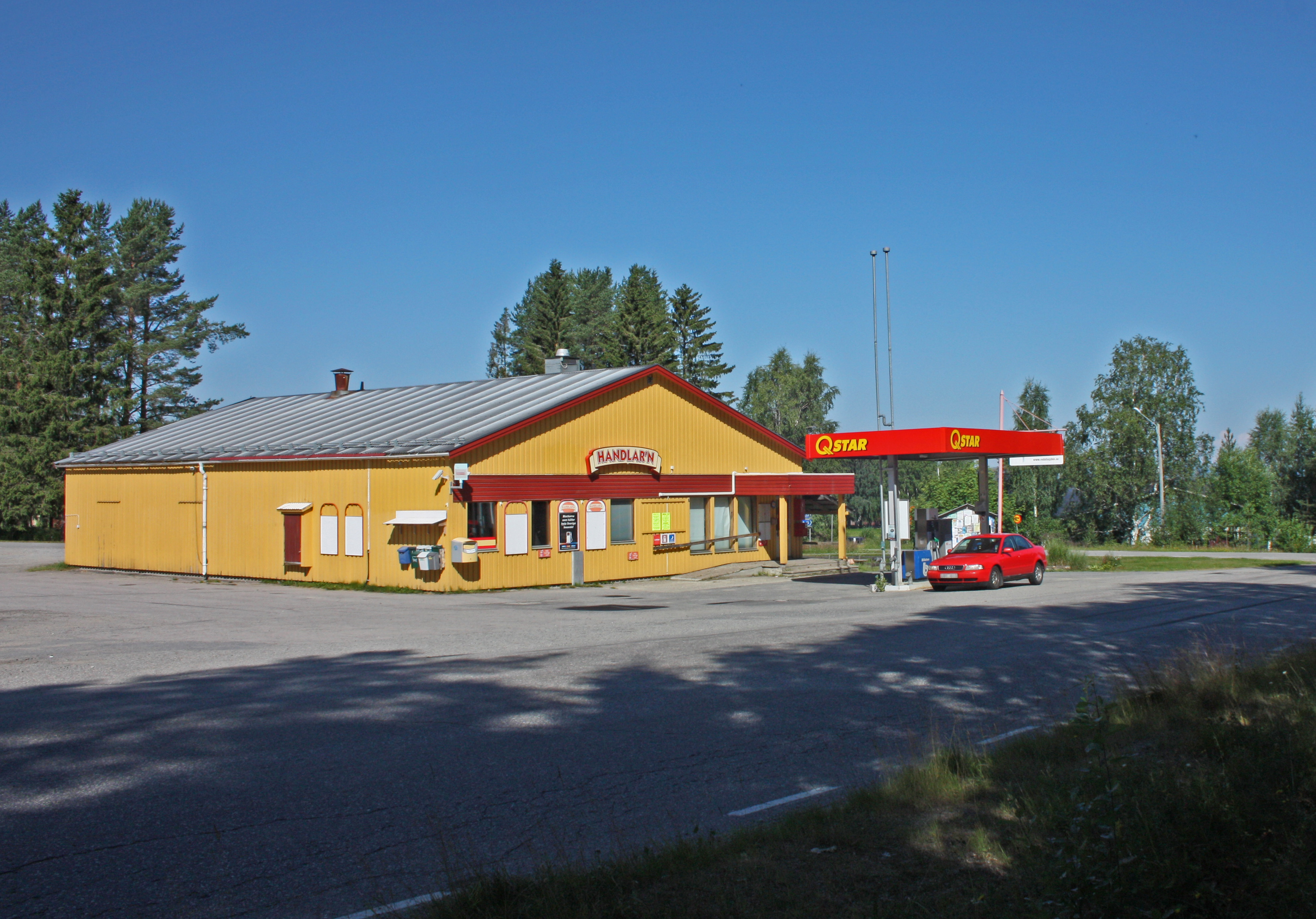
Rödåsels bensinstation

1915 uppfördes Rödå Ångsåg i södra delen av byn. 1954 öppnades en kombinerad kiosk och bensinstation på samma plats, senare utökades verksamheten med verkstad och bussgarage. 1984 blev kiosken Rödå Närköp och bensin. Sedan 2012 är det en automatstation för bensin och diesel.
1970 bildades Rödåsels snickerifabrik AB där man tillverkade byggnads- och inredningssnickerier fram till 2005. Fem år senare öppnades Rödå antik- och kuriosahandel i samma lokaler.

### Administrativa tillhörigheter
Rödåsel är belägen i Umeå socken och ingick efter kommunreformen 1862 i Umeå landskommun. 1965 införlivades landskommunen, och därmed även Rödåsel, i Umeå stad som vid kommunreformen 1971 ombildades till Umeå kommun.
I kyrkligt hänseende har orten tillhört Umeå landsförsamling fram till församlingsutbrytningen 1963 och ingår sedan dess i Tavelsjö församling.

### Befolkningsutveckling
| Befolkningsutvecklingen i Rödåsel 1990–2015 | Befolkningsutvecklingen i Rödåsel 1990–2015 | Befolkningsutvecklingen i Rödåsel 1990–2015 | Befolkningsutvecklingen i Rödåsel 1990–2015 | Befolkningsutvecklingen i Rödåsel 1990–2015 |
| ------------------------------------------- | ------------------------------------------- | ------------------------------------------- | ------------------------------------------- | ------------------------------------------- |
|                                             |                                             |                                             |                                             |                                             |
| År                                          |                                             |                                             | Folkmängd                                   | Areal (ha)                                  |
| 1990                                        | 1990                                        |                                             | 142                                         | 27#                                         |
| 1995                                        | 1995                                        |                                             | 108                                         | 19#                                         |
| 2000                                        | 2000                                        |                                             | 106                                         | 19#                                         |
| 2005                                        | 2005                                        |                                             | 109                                         | 20#                                         |
| 2010                                        | 2010                                        |                                             | 96                                          | 20#                                         |
| 2015                                        | 2015                                        |                                             | 140                                         | 40#                                         |
| Anm.: # Som småort.                         |                                             |                                             |                                             |                                             |

## Samhället
I Rödåsel finns skola (F-6), bensinstation, bygdegård, antikhandel, frisör, matcatering, snickeri, ett antal småföretag och flera jordbruk. Holmforsen i Vindelälven vid Rödåsel är uppskattad av forspaddlare för sin vals ca 10 meter ut i vattnet vid bron mot Älglund. I skogen ovanför bensinstationen finns ett elljusspår   på 7 km som börjar vid bensinstationen. Badplatser finns vid Hundsjön (2 km söder om byn) och i Sandvika (på älvens östra sida 1 km söder om bron).
Under vintern finns det möjlighet till 2st isbanor, en vid skolan och en i grannbyn Rödånäs och även många bra skoterleder.

## Föreningsliv
- Rödå blåbandsförening bildades 1903 (namnet ändrades till Rödålidens blåbandsförening på 1930-talet). [13]
- Rödåbygdens Idrottsklubb bildades 1934 (hade bland annat ett herrlag i fotboll i division 5 södra säsongen 2012). [14]
- Rödå Frisksportklubb bildades 1982. [15]

## Klimat
Rödåbygdens högsta och lägsta medeltemperatur, samt årliga nederbörd (baserat på mätdata från SMHIs mätstation nr 14912 i grannbyn Sunnansjönäs):
|                                            | Jan  | Feb  | Mar  | Apr  | Maj  | Jun  | Jul  | Aug  | Sep  | Okt  | Nov  | Dec  |
| ------------------------------------------ | ---- | ---- | ---- | ---- | ---- | ---- | ---- | ---- | ---- | ---- | ---- | ---- |
| Normaldygnets maximitemperaturs medelvärde | −7   | −4   | −2   | 4    | 10   | 17   | 19   | 16   | 11   | 4    | −2   | −6   |
| Normaldygnets minimitemperaturs medelvärde | −14  | −10  | −7   | −3   | 4    | 9    | 10   | 8    | 4    | 0    | −6   | −12  |
|                                            |      |      |      |      |      |      |      |      |      |      |      |      |
| Nederbörd                                  | 40,6 | 31,8 | 35,0 | 30,0 | 38,6 | 46,0 | 68,7 | 73,1 | 65,8 | 58,5 | 57,2 | 46,0 |

| Diagram | temperaturer i °C • månadsnederbörd i mm | temperaturer i °C • månadsnederbörd i mm | temperaturer i °C • månadsnederbörd i mm | temperaturer i °C • månadsnederbörd i mm | temperaturer i °C • månadsnederbörd i mm | temperaturer i °C • månadsnederbörd i mm | temperaturer i °C • månadsnederbörd i mm | temperaturer i °C • månadsnederbörd i mm | temperaturer i °C • månadsnederbörd i mm | temperaturer i °C • månadsnederbörd i mm | temperaturer i °C • månadsnederbörd i mm | temperaturer i °C • månadsnederbörd i mm |
|         | 41 -7 -14                                | 32 -4 -10                                | 35 -2 -7                                 | 30 4 -3                                  | 39 10 4                                  | 46 17 9                                  | 69 19 10                                 | 73 16 8                                  | 66 11 4                                  | 59 4 0                                   | 57 -2 -6                                 | 46 -6 -12                                |